# Trimethylsilylacetylen
Trimethylsilylacetylen (Trivialname, kurz: TMSA) ist eine chemische Verbindung, die sich vom Acetylen durch den Austausch eines Wasserstoffatoms durch die Trimethylsilylgruppe unterscheidet.

## Gewinnung und Darstellung
Trimethylsilylacetylen wurde erstmals 1959 von Heinz Günter Viehe synthetisiert. Dieser reduzierte Chlor(trimethylsilyl)acetylen durch Reaktion mit Phenyllithium in Diethylether und anschließender Hydrolyse.

## Eigenschaften

### Physikalische Eigenschaften
Trimethylsilylacetylen hat einen Flammpunkt von −35 °C.